# Valerie F. Reyna
Valerie F. Reyna (1955) es una psicóloga estadounidense que se desempeña como profesora de Desarrollo Humano en la Universidad de Cornell. Es experta en memoria falsa y toma de decisiones arriesgadas.
Reyna y su marido, Charles Brainerd,han desarrollado la teoría de la representación borrosa o rastro difuso, un modelo de proceso dual de representaciones mentales subyacentes a la memoria, el juicio y la toma de decisiones. Según la teoría, hay dos tipos independientes de rastros de memoria: un rastro textual que registra los detalles exactos y un rastro esencial que extrae características generales. La pareja ha utilizado la teoría para proporcionar una explicación integral del fenómeno de los recuerdos falsos, donde los sujetos recuerdan eventos o detalles de eventos que no sucedieron; su trabajo sobre este tema y el de otros se resume en el volumen en coautoría The Science of False Memory. Reyna y otros colegas han coeditado libros sobre la toma de decisiones arriesgadas y la cognición de los adolescentes, incluidos The Neuroscience of Risky Decision Making, The Adolescent Brain: Learning, Reasoning, and Decision Making y Neuroeconomics, Judgment, and Decision Making.
Reyna es miembro de la Sociedad de Psicólogos Experimentales, miembro fundador de la Asociación de Ciencias Psicológicas y miembro de la Academia Nacional de Ciencias. Se desempeñó como presidenta de la Sociedad para el Juicio y la Toma de Decisiones y en la junta directiva de la Sociedad Psiconómica. Reyna recibió el Premio del Canciller de SUNY a la Excelencia en Becas y Actividades Creativas en 2012 y el Premio Mujer del Año del Comité de Acción Profesional Hispana en 2001.

## Biografía
Reyna se licenció en la Universidad Clark (summa cum laude) en 1976. Continuó sus estudios en la Universidad Rockefellerdonde se doctoró en Psicología Experimental con títulos en Lingüística y Estadística en 1981. Después de una beca postdoctoral en el Educational Testing Service, Reyna se unió al cuerpo docente de la Universidad de Texas en Dallas, donde permaneció hasta 1987. Posteriormente, Reyna se unió a la facultad de la Universidad de Arizona y fue ascendida a profesora en el año 2000 mientras estaba afiliada a los Departamentos de Cirugía, Medicina, Ingeniería Biomédica, Estudios México-Americanos y Estudios de la Mujer. Reyna se trasladó a la Universidad de Texas en Arlington en 2003 como profesora de Psicología. Desde 2005 es profesora de Desarrollo Humano en la Universidad de Cornell, directora del Instituto de Neurociencia Humana, codirectora del Centro de Economía del Comportamiento e Investigación de Decisiones y codirectora del Centro de Imágenes por Resonancia Magnética de la Universidad de Cornell.

## Investigación
El programa de investigación de Reyna adopta una perspectiva de neurociencia cognitiva sobre temas relacionados con el juicio, la toma de decisiones y la memoria a lo largo de la vida. En trabajo colaborativo con Brainerd, Reyna se centró en cómo las emociones pueden distorsionar los recuerdos, especialmente en el caso de eventos que tienen emociones negativas asociadas. Para explicar porqué las personas recuerdan a menudo cosas que nunca sucedieron (es decir, experimentan recuerdos falsos o ilusiones mnésicas), la teoría del rastro difuso propone que los recuerdos textuales y esenciales se almacenan por separado y se activan en paralelo. La memoria textual almacena una representación detallada del evento al mismo tiempo que la memoria esencial captura sus características generales. Después de un par de días, la representación almacenada en la memoria textual generalmente se pierde, mientras que la esencia permanece accesible y puede interpretarse más. Reyna y Brainerd han sugerido que los adultos hacen conexiones y dependen de su memoria esencial en mayor medida que los niños, lo que los hace más susceptibles a recuerdos falsos en algunas circunstancias (por ejemplo, en experimentos que utilizan el paradigma de Deese-Roediger-McDermott). Los resultados de su investigación desafían la opinión generalizada de que la susceptibilidad a la distorsión de la memoria disminuye desde la niñez hasta la edad adulta, y tienen implicaciones para la investigación sobre la confiabilidad del testimonio de los testigos presenciales.
En las aplicaciones de la teoría del rastro difuso a la toma de decisiones arriesgadas, Reyna y sus colegas distinguen la toma de decisiones «racionales», que implica un análisis deliberado de compensaciones entre riesgos y beneficios, y reacciones no deliberativas, en las que la esencia de la situación induce a la acción. A medida que los jóvenes se convierten en adolescentes y adultos jóvenes, es cada vez más probable que dependan de respuestas intuitivas basadas en esencia y menos probable que participen en una consideración racional de los riesgos. Reyna no está de acuerdo con la opinión de que los adolescentes subestiman los riesgos y tienen una sensación de invulnerabilidad. Más bien, es su tendencia a responder intuitivamente a señales contextuales y su motivación para maximizar el placer inmediato lo que lleva a los adolescentes a involucrarse en conductas riesgosas que involucran actividad sexual, conducción imprudente, tabaquismo, consumo de drogas y alcohol, etc.

## Publicaciones selectas
- Reyna, V. F.; Brainerd, C. J. (1995). «Fuzzy-trace theory: An interim synthesis». Learning and Individual Differences 7 (1): 1-75. doi:10.1016/1041-6080(95)90031-4.
- Reyna, V. F.; Farley, F. (2006). «Risk and rationality in adolescent decision making: Implications for theory, practice, and public policy». Psychological Science in the Public Interest 7 (1): 1-44. PMID 26158695. doi:10.1111/j.1529-1006.2006.00026.x.
- Reyna, V. F.; Nelson, W. L.; Han, P. K.; Dieckmann, N. F. (2009). «How numeracy influences risk comprehension and medical decision making». Psychological Bulletin 135 (6): 943-973. PMC 2844786. PMID 19883143. doi:10.1037/a0017327.